# The Amityville Curse – Der Fluch
The Amityville Curse – Der Fluch, auch Amityville 5 – Der Fluch kehrt zurück, (Originaltitel The Amityville Curse) ist ein Horrorfilm aus dem Jahr 1990 von Tom Berry. Es handelt sich um die vierte Fortsetzung von Amityville Horror aus dem Jahr 1979.

## Handlung
In Amityville, New York, der gleichen Stadt, in der Ronald DeFeo Jr. 1974 seine Familie ermordete, wird ein katholischer Priester in einer Beichtkabine seiner Pfarrkirche erschossen. Nach dem Mord wird die Kabine entfernt und im Keller des Klerushauses gelagert.
Zwölf Jahre später kaufen der Psychologe Marvin und seine Frau Debbie das Haus des Geistlichen. Das Paar lädt seine drei Freunde Frank, Bill und Abigail ein, bei der Renovierung des Hauses zu helfen. Debbie ist sofort von dem Haus beunruhigt und hört Geräusche aus dem Keller, aber Marvin weist sie ab. Debbie leidet unter Albträumen, die sich im Keller drehen, insbesondere in der Beichtkabine. Marvin drängt Debbie, über ihre Albträume Tagebuch zu führen, damit er sie psychoanalysieren kann. Am nächsten Morgen bekommt die Gruppe Besuch von Mrs. Moriarty, der exzentrischen ehemaligen Kirchensekretärin.
Marvin und Bill untersuchen den Keller und Bill stößt auf die Beichtkabine und andere Artefakte aus der Kirche. Nachdem es im ganzen Haus zu einem Ausbruch von Poltergeist-Aktivität kommt, ist die Gruppe davon überzeugt, dass es in dem Haus spukt, mit Ausnahme von Marvin. Um ihre Nerven zu beruhigen, planen sie, in einer lokalen Bar essen zu gehen. Frank, der an Migräne leidet, bleibt allein im Haus. In der Taverne spricht Marvin mit zwei älteren Männern über die paranormalen Aktivitäten in der Stadt und hat das Gefühl, dass es sich nur um einen Fall von Massenhysterie handelt. Die Männer erziehen einen Jungen, der seine ganze Familie ermordet hat und möglicherweise besessen ist, was darauf hindeutet, dass das Haus, in dem sich Marvin gerade befindet, wahrscheinlich besessen ist. Zur gleichen Zeit trifft Debbie Mrs. Moriarty im Badezimmer wieder, wo sie obskur über den Priester schimpft und schwärmt, der einst in dem Haus lebte.
Am nächsten Tag schaut Mrs. Moriarty erneut am Haus vorbei, wird aber von einem unsichtbaren Angreifer konfrontiert und die Kellertreppe hinunter in den Tod geschleudert. Ihre Ermordung wird versehentlich von einem Video-Camcorder aufgezeichnet, den Bill im Haus zurückgelassen hat. In der Zwischenzeit hat Debbie eine beunruhigende Vision von einem Mann, der an einem Baum vor dem Haus hängt. Die Polizei wird gerufen, nachdem Mrs. Moriartys Leiche gefunden wurde, und ein Detektiv erzählt Marvin von ihrer Verbindung zu dem Haus. Er enthüllt auch, dass die Polizei den Mörder des Priesters, einen Teenager aus der Gegend, seinerzeit ermittelt hatte, der sich aber erhängte, bevor er festgenommen werden konnte.
Abigail ist von dem Ereignis beunruhigt und geht. Marvin beginnt, Debbies Traumtagebücher zu entziffern, von denen Bill erkennt, dass sie aus lateinischen Exorzismus-Schriften bestehen. In der Zwischenzeit erlebt Debbie einen Albtraum, in dem sie die Wahrheit über den Mord an dem Priester erfährt: Er wurde von seinem unehelichen Sohn erschossen, der während eines sexuellen Stelldicheins mit einem weiblichen Gemeindemitglied gezeugt wurde und Rache dafür nehmen wollte, verlassen worden zu sein. Sie erwacht und sucht nach Marvin, den sie tot in der Beichtkabine im Keller findet. Dort wird sie mit Frank konfrontiert, der nun vom unehelichen Sohn des Priesters besessen ist. In der Zwischenzeit überprüft die Polizei, die den Mord an Mrs. Moriarty untersucht, das Videoband und kann Frank anhand seiner Schuhe, die auf dem Band festgehalten sind, als Täter identifizieren.
Währenddessen jagt Frank Debbie durch das Haus, wobei sie ihn entstellt, indem sie sein Gesicht verbrennt. Er verfolgt sie weiter und versucht, sie mit einem Prozessionskreuz aufzuspießen. Debbie gelingt es, ihn aufzuhalten, indem sie mit einer Nagelpistole auf ihn schießt. Abigail kehrt zurück und findet Frank, der scheinbar tot ist, aber er erwacht wieder und beginnt, sie zu erwürgen. Mit dem Prozessionskreuz sticht Debbie Frank durch die Brust und spießt ihn zu Tode. Später werden Debbie und Abigail von der Polizei aus dem Haus eskortiert. Ein Detektiv zeigt Debbie ein Foto eines kleinen Jungen – des unehelichen Sohnes des Priesters –, das am Tatort gefunden wurde. Er fragt, ob es ihr gehört, worauf sie antwortet, dass es zum Haus gehört.

## Veröffentlichungen
Der Film wurde am 7. Mai 1990 als Direct-to-Video in den Vereinigten Staaten veröffentlicht. Dies ist der einzige Film der Amityville-Reihe, der in den USA nicht auf DVD erschienen ist. In Deutschland wurde am 28. Februar 2007 eine streng auf 333 Stück limitierte X-Rated-Version auf DVD herausgebracht. In 2020 und 2021 brachte X-Rated einige kleinere Auflagen als Blu-ray heraus.

## Hintergründe
- Als Vorlage für den Film galt das Buch The Amityville Curse von Hans Holzer.
- Im Unterschied zu den übrigen Amityville-Filmen wurde hier ein anderes Spukhaus als Filmkulisse verwendet.